# 에너지 정책
에너지 정책(energy 政策)은 에너지 생산, 분배, 소비를 포함하는 에너지 개발 문제를 다루는 정책이다.
석탄의 이용과 증기기관, 석유와 내연기관, 전기와 모터, 이와 같은 동력개발이 촉진되는 한편 이러한 에너지원은 철·시멘트·경금속·인조섬유·플라스틱 등 차례로 신제품을 개척하는 기반이 되었고 현대의 고도한 산업활동과 국민생활의 향상을 달성시켰다. 평화이용의 단계에 돌입한 원자력은 신에너지원으로서 전기의 발생이나 선박의 추진 등 새로운 분야를 개척할 뿐만 아니라 동위원소(同位元素)와 방사선의 이용에 의해서 장차 기술혁신의 중심적 역할을 이룰 것이 기대되고 있다. 따라서 에너지의 공급은 경제발전의 기반이며 또한 그 수요는 경제발전에 대응하여 촉진되는 것이다.

## 과제
에너지 정책의 기본 과제는 값싸게 안정적인 에너지를 장기적으로 확보하는 것이다. 구체적인 문제로서는 공급면에서 제1차 에너지와 2차 에너지간에 보완적인 관계가 성립되며 수요면에서는 여러 종류의 에너지원이 제각기 서로 상이한 성격을 지니고 그것에 대응하여 독자적인 수요분야가 개척되어 있음과 동시에 또한 에너지원 공통의 성격으로부터 상호간에 경합적인 관계가 성립되어 있는 점을 고려에 넣지 않으면 안된다. 에너지원 상호간에 전환가능성이 크다는 것은 에너지 산업의 특질인 것이다. 에너지 산업은 일반적으로 자본집약적이기 때문에 장기적인 입장으로부터 경제성을 평가하여야 할 필요가 있다. 우리나라는 석탄이나 수력자원은 비교적 충분하지만 석유자원은 전혀 없다. 특히 오늘날에는 전자에 속하는 에너지원 석유를 중심으로 한 수입에너지원에 비하여 경제성이 훨씬 뒤떨어진다는 것은 중요한 문제거리이다. 그래서 경제성 추구의 입장과 국내자원의 유효한 이용이라는 입장과는 기본적으로 상반하는 가능성이 내포되어 있다. 에너지 정책의 설정에 있어 경제성에 기반을 두고 에너지를 공급한다는 기본방침을 관철한다 할지라도 국제수지에 대한 영향이나 고용문제 등이 배려되지 않으면 안된다. 이러한 문제는 개개의 에너지 산업의 문제이라기보다는 오히려 한국 경제발전을 축으로 한 전체적인 에너지 산업을 과제로 하여 해석하여야 할 성질의 것이다. 에너지의 개발과 이용은 경제성이 기준이 된다는 것은 당연하지만 정부로서는 장기적 관점에서 한국 경제발전의 기초를 닦기 위하여 종합 에너지정책을 설정할 필요가 있는 것이다.

## 에너지 공급, 수요 구성 변화
한편으로 기술혁신에 기인한 고체에너지에서 액체에너지로의 선호(選好), 1차 에너지로부터 2차 에너지로의 이행 등 수요면에 있어서의 동향과 한편으로 국내자원의 경제성 악화에 수반되는 공급면의 조건이 서로 결부되어 공급 및 수요구성의 변화를 규정짓는다. 에너지재(財) 상호간에 상당한 범위에 걸쳐서 대차관계가 성립하기 때문에 기본적으로는 그 생산비나 가격이 결정적 요인이 된다. 이 점에서 가장 중요한 것은 석유류에 의해서 국내 탄(炭)이 가장 직접적으로 강한 영향을 받고 있는 점이다. 1차 에너지의 공급량은 석탄, 신탄, 무연탄의 감소경향과 석유의 현저한 증가 경향이 뚜렷해지고 있다. 전체 1차 에너지 공급 중에서 수입에너지가 점하고 있는 구성비는 오늘날 급격히 증가하고 있으며 또한 총에너지 수요중에서 전력이 차지하고 있는 구성비도 극히 지대하여 2차 에너지로 이행하는 경향이 뚜렷하다.

## 종합 에너지 정책의 개요
에너지 장기계획을 축으로 장기정책의 기본문제를 예리하게 검토하여 보면 이러한 에너지 정책의 기본방향은 다음과 같은 것이 되겠다. ( 에너지 가격의 인하 ―― ① 석탄생산의 광구조정·채탄(採炭)·근대 기계의 채용 등 생산면의 합리화를 촉진함과 동시에 석탄전용화차 및 선박의 건조, 수송의 개선 등 유통면의 합리화에 노력할 것. ② 석유 제품의 가격체계는 서구와 같이 ‘중유(重油)는 싸게 가솔린은 비싸게’할 필요가 있으며 또한 석유류법을 통하여 석유정제 및 판매업의 과다경쟁을 방지하는 것이 필요하다. ③ 전원(電源) 개발을 포함하여 전기사업의 공공(公共) 운영을 강화하고 발전 원가(發展原價)의 절하에 주력한다. ④ 원자력 발전에 대한 정부원조를 한층 촉진한다. ⑤ 에너지재에 대한 과세를 경감·폐지한다. ( 에너지 공급의 안정화 ―― ① 석탄의 수요확보 대책은 종래의 장기거래 체제에 의한 전력·철강 두 업계의 협력을 구한다. ② 국내자원의 유효이용을 위하여 석탄 이용의 권장. ③ 원유를 안정적으로 공급하는 대책으로 공급지의 분산화와 해외자원의 개발 촉진, 대형 탱크의 건조, 저유(貯油) 증강 등의 시책을 실시한다. ( 고용의 안정 ―― 석탄광업의 생산성을 확충하고 이직자 대책을 세운다. ( 국제수지에 대한 영향 ―― 자국 건조 탱크의 확보와 해외자원의 개발, 원자력관계 기구의 국산화, 연료 성형가공의 국산화 등을 촉진함으로써 외화절약에 노력한다.

## 같이 보기
- 에너지 산업
- 에너지 전환
- 지속 가능한 에너지